# Al-Hasa
Il termine al-Ḥasa, o Ḥasa o, più correttamente, al-Aḥsāʾ (in arabo الأحساء‎?, al-Aḥsāʾ) designa un'oasi dell'Arabia Saudita situata nella provincia di al-Sharqiyya ed in senso lato la regione storica che si estende intorno ad essa. 

## Geografia
La regione è approssimativamente delimitata a nord dal confine con il Kuwait, a est dal golfo Persico, a sud dal deserto del Rub' al-Khali e ad ovest dal deserto di al-Dahna. L'oasi è situata al centro della regione, a 60 km dal mare, ed è tra le più vaste oasi del mondo. L'area dà il nome al governatorato di  Al-Ahsa, che occupa la parte meridionale della provincia di al-Sharqiyya. Numerosi pozzi di petrolio del Paese sono situati in questa regione. La regione ha una popolazione di 600.000 abitanti e possiede una delle più consistenti minoranze sciite dell'Arabia Saudita, che è un paese a stragrande maggioranza sunnita.

## Storia
Il nome di al-Ḥasa è anche quello della principale città dell'oasi, anche conosciuta sotto il nome di al-Hufuf (o al-Hofūf). 
Distese di acqua dolce risalenti all'età preistorica hanno incoraggiato gli stanziamenti umani sul territorio e lo sfruttamento agricolo, soprattutto dei datteri e dei limoni. Inoltre migliaia di montoni, capre, buoi e dromedari fanno di al-Ḥasa uno dei più importanti produttori di generi alimentari dell'intero Regno saudita.
Una delle grandi università del Paese, l'Università Re Faysal, fondata nel 1975, è situata ad al-Ḥasa, e vanta facoltà di Agraria, Medicina veterinaria e di risorse animali, mentre altre sue facoltà sono a Dammam. Il campus di Hofūf consente anche alle donne di studiare medicina, odontoiatria ed Economia domestica. Gli altri centri abitati sono al-Mubarraz, al-ʿUyūn e al-ʿUmrān.